# Dolly Ennor
Dorothy Margaret Ennor (São Paulo, 25 de agosto de 1900 – São Paulo, 20 de janeiro de 1977), mais conhecida pelo pseudônimo Dolly Ennor, foi uma cantora de música popular brasileira. Sua extensão vocal era de soprano.

## Biografia
Dolly Ennor era filha de um inglês com uma maranhense, parte da alta sociedade paulista. Aos sete anos de idade os pais a enviaram para estudar na Inglaterra, onde também aprendeu canto e piano. Mais tarde, fez a opção pela carreira artística contrariando a família. Nunca se casou, apesar de ter noivado várias vezes.

### Anos 20: Início da carreira
As primeiras apresentações públicas de Dolly Ennor ocorreram em 1924, no Teatro Municipal de São Paulo, com a Sociedade Dramática de Ópera de São Paulo, e na inauguração da Rádio Cruzeiro do Sul, em São Paulo. Em 1927, Dolly ingressou na Rádio Educadora Paulista utilizando seu nome verdadeiro e, em 1929, passou a atuar em companhias de operetas em teatros paulistas e a cantar em concertos.
Dolly gravou seu primeiro e único disco em 1930, pela RCA Victor do Brasil, com acompanhamento da Orquestra Victor Paulista de Salão. No selo deste disco seu nome aparece como Dorothy Ennor. O disco tem apenas duas canções, "Oh! Ma Rose Marie" e "Chant indien", ambas interpretações de músicas da opereta "Rose Marie", de Rudolf Friml e Herbert Stothart, originalmente cantadas na voz de Jeanette MacDonald. Dolly Ennor foi chamada pelos fãs de a "Jeanette MacDonald brasileira".

### Anos 30
Em 1935 estreou na Rádio Transmissora do Rio de Janeiro, na qual atuou até fins de julho de 1936. Ainda no Rio de Janeiro cantou em diversos eventos juntamente com outros cantores famosos, entre eles Silvinha Melo. Quando retornou a São Paulo em fins de 1936, veio com Silvinha Melo para atuar na Rádio Educadora Paulista.
Entre 1937 e 1938, Dolly atuou novamente no Rio de Janeiro (na Rádio Clube e na Rádio Cruzeiro do Sul), de novo em São Paulo (Rádio Cruzeiro do Sul paulista), em Pernambuco (Rádio Clube de Pernambuco), novamente em São Paulo (Rádio Cruzeiro do Sul), e, por fim, volta ao Rio de Janeiro, a fim de fazer parte do programa "Variedades Esso", apresentado por Renato Murce na Rádio Sociedade Nacional do Rio de Janeiro e na Rádio Tupi de São Paulo, sob o patrocínio da Standard Oil Company of Brazil, no qual atuou até 1939, juntamente com Gastão Formenti, Lauro Borges, Dilermando Reis e Rogério Guimarães.

### Anos 40 e 50
Em 1940, Dolly retornou definitivamente à São Paulo, atuando por vários anos na Rádio Difusora paulista. No começo da década de 1950, chegou a se apresentar na televisão sendo entrevistada por Hebe Camargo, mas encerrou sua carreira.

## Discografia
- 1930 - Oh! Ma Rose Marie/Chant indien